# Robert Charles Wroughton
Robert Charles Wroughton (15 agosto 1849 – 15 maggio 1921) è stato un naturalista britannico, funzionario del Servizio Forestale Indiano dal 1871 al 1904.
Membro della Società di Storia Naturale di Bombay (BNHS), si interessò molto agli Imenotteri, in particolar modo alle formiche, ma in un tempo successivo anche agli scorpioni, in seguito a rapporti con Reginald Innes Pocock.
I suoi maggiori contributi li dette comunque allo studio dei mammiferi dell'India e, dopo il suo ritiro, nel 1904, venne assunto regolarmente dal Museo di Storia Naturale di Londra. Inizialmente si interessò ai mammiferi africani, dal momento che gli esemplari provenienti dall'India erano pochi. Persuase allora i suoi amici che si trovavano in India a raccogliere esemplari per lui. Tra essi ricordiamo C. A. Crump (Khandesh, Darjeeling), Sir Ernest Hotson (Baluchistan), R. Shunkara Narayan Pillay (Travancore), J. M. D. Mackenzie (Birmania), il Capitano Philip Gosse (Poona, Nilgiri), S. H. Prater (Satara), Charles McCann e altri, che lavorarono in stretta collaborazione con lui fino al 1923. Si ritiene che sia stato tra i primi studiosi ad interessarsi di biodiversità. In seguito a questa collaborazione, durata oltre 12 anni, accumulò 50.000 esemplari, soprattutto di piccoli mammiferi, descritti in 47 pubblicazioni. Wroughton fu aiutato anche dal cognato, T. B. Fry, che continuò a lavorare dopo la sua morte, giunta nel 1921.
Wroughton scoprì alcune nuove specie. A molte di queste è stato dato il suo nome; ricordiamo, ad esempio, il pipistrello dalle dita libere di Wroughton (Otomops wroughtoni).

## Pubblicazioni
1. Wroughton R C 1912a. Bombay Natural History Society's Mammal Survey of India: Report 1. J. Bombay Nat. Hist. Soc. 21(2):392-410.
2. Wroughton R C 1912b. Bombay Natural History Society's Mammal Survey of India: Report 2. J. Bombay Nat. Hist. Soc. 21(3):820-825.
3. Wroughton R C 1912c. Bombay Natural History Society's Mammal Survey of India: Report 3. J. Bombay Nat. Hist. Soc. 21(3):826-844.
4. Wroughton R C 1912d. Bombay Natural History Society's Mammal Survey of India: Report 4. J. Bombay Nat. Hist. Soc. 21(3):844-851.
5. Wroughton R C 1912e. Bombay Natural History Society's Mammal Survey of India: Report 5. J. Bombay Nat. Hist. Soc. 21(4):1170-1195.
6. Wroughton R C and K V Ryley 1913a. Bombay Natural History Society's Mammal Survey of India: Report 6. J. Bombay Nat. Hist. Soc. 22(1): 29-44.
7. Wroughton R C and K V Ryley 1913b. Bombay Natural History Society's Mammal Survey of India: Report 7. J. Bombay Nat. Hist. Soc. 22(1): 45-47.
8. Wroughton R C and K V Ryley 1913c. Bombay Natural History Society's Mammal Survey of India: Report 8. J. Bombay Nat. Hist. Soc. 22(1): 58-66.
9. Wroughton R C. 1913. Scientific results from the mammal survey # III. J. Bombay Nat. Hist Soc. 22(1): 13-21.
10. Wroughton R C 1914. Bombay Natural History Society's Mammal Survey of India: Report 15. J. Bombay Nat. Hist. Soc. 23(2):282-301.
11. Wroughton R C 1915a. Bombay Natural History Society's Mammal Survey of India: Report 16. J. Bombay Nat. Hist. Soc. 23(3):413-416.
12. Wroughton R C 1915b. Bombay Natural History Society's Mammal Survey of India: Report 17. J. Bombay Nat. Hist. Soc. 23(4):695-720.
13. Wroughton R C. 1915c. Scientific results from the mammal survey # XI. J. Bombay Nat. Hist Soc. 24(1): 29-65.
14. Wroughton R C 1915d. Bombay Natural History Society's Mammal Survey of India: Report 18. J. Bombay Nat. Hist. Soc. 24(1):79-96.
15. Wroughton R C 1915e. Bombay Natural History Society's Mammal Survey of India: Report 19. J. Bombay Nat. Hist. Soc. 24(1):96-110.
16. Wroughton R C 1916a. Bombay Natural History Society's Mammal Survey of India: Report 20. J. Bombay Nat. Hist. Soc. 24(2):291-309.
17. Wroughton R C 1916b. Bombay Natural History Society's Mammal Survey of India: Report 21. J. Bombay Nat. Hist. Soc. 24(2):309-310.
18. Wroughton R C 1916c. Bombay Natural History Society's Mammal Survey of India: Report 22. J. Bombay Nat. Hist. Soc. 24(2):311-316.
19. Wroughton R C 1916d. Bombay Natural History Society's Mammal Survey of India: Report 23. J. Bombay Nat. Hist. Soc. 24(3):468-493.
20. Wroughton R C 1916e. Bombay Natural History Society's Mammal Survey of India: Report 24. J. Bombay Nat. Hist. Soc. 24(4):749-758.
21. Wroughton R C 1916f. Bombay Natural History Society's Mammal Survey of India: Report 25. J. Bombay Nat. Hist. Soc. 24(4):758-773.
22. Wroughton R C 1916g. Bombay Natural History Society's Mammal Survey of India: Report 26. J. Bombay Nat. Hist. Soc. 24(4):773-782.
23. Wroughton R C. 1917a. Scientific results from the mammal survey # XV. J. Bombay Nat. Hist. Soc.. 25(1): 40-51
24. Wroughton R C 1917b. Bombay Natural History Society's Mammal Survey of India: Report 27. J. Bombay Nat. Hist. Soc. 25(1):63-71.
25. Wroughton R C 1917c. Bombay Natural History Society's Mammal Survey of India: Report 28. J. Bombay Nat. Hist. Soc. 25(2):274-278.
26. Wroughton R C. 1918a. Scientific results from the mammal survey # XVII. J. Bombay Nat. Hist. Soc.. 25(3): 361.
27. Wroughton R C 1918b. Summary of the results from the Indian mammal survey of Bombay natural History Society, Part I. J. Bombay Nat. Hist. Soc. 25(4): 547-598.
28. Wroughton R C 1918c. Summary of the results from the Indian mammal survey of Bombay natural History Society, Part II. J. Bombay Nat. Hist. Soc. 26(1): 19-58.
29. Wroughton R C 1919. Summary of the results from the Indian mammal survey of Bombay natural History Society, Part III. J. Bombay Nat. Hist. Soc. 26(2): 338-378.
30. Wroughton R C 1920a. Summary of the results from the Indian mammal survey of Bombay natural History Society, Part VI. J. Bombay Nat. Hist. Soc. 27(1): 57-85.
31. Wroughton R C 1920b. Summary of the results from the Indian mammal survey of Bombay natural History Society, PartVII. J. Bombay Nat. Hist. Soc. 27(2): 301-313.
32. Wroughton R C 1920c. Bombay Natural History Society's Mammal Survey of India: Report 32.J. Bombay Nat. Hist. Soc. 27(2):314-322.
33. Wroughton R C 1921a. Summary of the results from the Indian mammal survey of Bombay natural History Society, Appendix. J. Bombay Nat. Hist. Soc. 27(3):520-534.
34. Wroughton R C 1921b. Bombay Natural History Society's Mammal Survey of India: Report 33. J. Bombay Nat. Hist. Soc. 27(3):545-549.
35. Wroughton R C 1921c. Bombay Natural History Society's Mammal Survey of India: Report 34. J. Bombay Nat. Hist. Soc. 27(3):549-553.
36. Wroughton R C 1921d. Bombay Natural History Society's Mammal Survey of India: Report 35. J. Bombay Nat. Hist. Soc. 27(3):553-554.
37. Wroughton R C. 1921e. Scientific results from the mammal survey # XXVI. J. Bombay Nat. Hist. Soc.. 27(3): 599-601.
38. Wroughton R C. 1921f. Scientific results from the mammal survey # XXVIII. J. Bombay Nat. Hist. Soc.. 27(4): 773-777.
39. Wroughton R C. 1921g. Scientific results from the mammal survey # XXIX. J. Bombay Nat. Hist. Soc.. 28(1): 23-25